# Die drei Greise

Lew Tolstoi, Porträt von Iwan Kramskoi, 1873

Die drei Greise, auch Die drei Starzen (russisch Три старца, Tri starza), ist eine fromme Legende von Lew Tolstoi, die 1886 entstand und im selben Jahr in der Nr. 13 des Wochenblattes Niwa erschien. 1982 kam der Text im Bd. 10 Powesti und Erzählungen 1872–1886 der 22-bändigen Tolstoi-Ausgabe im Verlag für Künstlerische Literatur in Moskau heraus. Vermutlich hat Wassili Petrowitsch Schtschegoljonok dem Autor die Legende erzählt. Tolstoi zitiert eingangs seine Erzählabsicht nach Matthäus.

## Inhalt
Zusammen mit einer Pilgerschar fährt der Bischof auf dem Segelschiff hinaus zum Kloster auf den Solowezki-Inseln. Unterwegs macht einer der Passagiere auf ein Eiland am Horizont aufmerksam. Der Bischof lässt sich vom Kapitän das Fernglas reichen und macht mit der Zeit drei nebeneinander stehende greise Einsiedler aus, die da anscheinend am Ufer zu Gott beten. Der Kapitän erfüllt den Wunsch des Bischofs nach seelsorgerischer Betreuung der drei und lässt ein Beiboot zu Wasser. An Land gerudert worden, vernimmt der Bischof den Wortlaut jenes Gebets zu Gott: „Drei seid ihr, drei sind wir, erbarm dich unser.“ Zwar würdigt der Bischof lächelnd die trinitarische Gebetsformel, doch er muss diese Christen die rechte Anbetung Gottes lehren. Als er den drei Greisen nach stundenlangem Vorsprechen das Vaterunser beigebracht hat, senkt sich der Abend hernieder. Der Bischof nimmt Abschied und die Schifffahrt kann endlich in Richtung der Solowezki-Inseln fortgesetzt werden. In der Dunkelheit leuchtet  heckwärts über den Wassern so etwas wie ein schwacher Heiligenschein auf. Der rührt von den drei Greisen her, die über den See dem Bischof zu Fuß nacheilen – so sicher, als ob sie auf fester Straße liefen. Den dreien ist der „neue“ Gebetstext entfallen und sie bitten um Wiederholung. Der Bischof winkt ab, verneigt sich und spricht: „Auch euer Gebet gelangt zu Gott, ihr heiligen Greise. Nicht ich habe euch zu lehren. Bittet für uns Sündige!“

## Deutschsprachige Ausgaben
- Die drei Greise. S. 175–182 in: Tilly Bergner, Marina Renner: Tolstoi. Ein Lesebuch für unsere Zeit. Thüringer Volksverlag, Weimar 1952 (verwendete Ausgabe)
- Die drei Greise. Deutsch von Alexander Eliasberg. S. 137–145 in: Gisela Drohla (Hrsg.): Leo N. Tolstoj. Sämtliche Erzählungen. Fünfter Band. Insel, Frankfurt am Main 1961 (2. Aufl. der Ausgabe in acht Bänden 1982)